# Kyrgyzská fotbalová reprezentace
Kyrgyzská fotbalová reprezentace reprezentuje Kyrgyzstán na mezinárodních fotbalových akcích, jako je mistrovství světa nebo Mistrovství Asie ve fotbale.

## Mistrovství světa
| Rok    | Účast                                           | Soupisky |
| ------ | ----------------------------------------------- | -------- |
| 1994   | první místo                                     |          |
| 1998   | první místo kvalifikace                         |          |
| 2002   | Nepostoupil z kvalifikace                       |          |
| 2006   | Nepostoupili z kvalifikace                      |          |
| 2010   | Nepostoupili z kvalifikace                      |          |
| 2014   | Nepostoupili z kvalifikace                      |          |
| 2018   | Nepostoupili z kvalifikace                      |          |
| 2022   | Nepostoupili z kvalifikace                      |          |
| Celkem | Účast – 0× Zlato – 1×, Stříbro – 0×, Bronz – 0× |          |